# Garmen
Garmen (Bulgaars: Гърмен) is een dorp en een gemeente in de Bulgaarse oblast Blagoëvgrad. De gemeente Garmen is een plattelandsgemeente en bestaat uit 16 dorpen. De hoofdplaats is het dorp Garmen, ondanks dat de dorpen Ribnovo en Debren dichterbevolkt zijn. Het dorp Garmen ligt hemelsbreed ongeveer 75 km ten zuidoosten van Blagoëvgrad en 128 km ten zuidoosten van Sofia.

## Bevolking
De bevolking van Garmen is de afgelopen decennia vrij stabiel gebleven. Ondanks dat de gemeente Garmen te kampen heeft met intensieve emigratie, vergrijzing, ontgroening en dalende geboortecijfers, is de demografische situatie er wel gunstiger ten opzichte van overige plattelandsgebieden in Bulgarije.
| dorp Garmen     | 1 690  | 1 967  | 1 884  | 1 837  | 1 660  | 2 097  | 1 833  | 1 752  | 1 998  | 1 949  |
| gemeente Garmen | 11 417 | 13 007 | 13 383 | 13 678 | 13 269 | 14 636 | 15 014 | 14 934 | 14 981 | 14 726 |

### Religie
De laatste volkstelling werd uitgevoerd in februari 2011 en was optioneel. Van de 14.981 inwoners kozen er 4.699 om het censusformulier onbeantwoord te laten. Van de overige 10.282 ondervraagden identificeerden zich 7.541 als aanhanger van de islam, oftewel 73% van de bevolking. Daarnaast werden er 2.357 leden van de Bulgaars-Orthodoxe Kerk geregistreerd, oftewel 23% van de bevolking. De rest van de bevolking had een andere geloofsovertuiging of was niet religieus.
| Religieuze samenstelling in februari 2011 | Religieuze samenstelling in februari 2011 | Religieuze samenstelling in februari 2011 | Religieuze samenstelling in februari 2011 | Religieuze samenstelling in februari 2011 |
| ----------------------------------------- | ----------------------------------------- | ----------------------------------------- | ----------------------------------------- | ----------------------------------------- |
|                                           |                                           |                                           |                                           |                                           |
| Bulgaars-Orthodoxe Kerk                   | Bulgaars-Orthodoxe Kerk                   |                                           | 22,92%                                    | 22,92%                                    |
| Katholieke Kerk                           | Katholieke Kerk                           |                                           | 0,26%                                     | 0,26%                                     |
| Protestantisme                            | Protestantisme                            |                                           | 0,00%                                     | 0,00%                                     |
| Islam                                     | Islam                                     |                                           | 73,34%                                    | 73,34%                                    |
| Geen                                      | Geen                                      |                                           | 0,87%                                     | 0,87%                                     |
| Anders/ Onbekend                          | Anders/ Onbekend                          |                                           | 2,61%                                     | 2,61%                                     |

## Economie
Vanwege het bergachtige karakter van de gemeente Garmen is de lokale economie voor een belangrijk deel gebaseerd op de landbouw. De meeste inwoners werken in de tabaksteelt en in veel mindere mate in de aardappelteelt. Verder houden veel inwoners vee, waaronder runderen, schapen en geiten, voor melk en vlees in hun achtertuin voor eigen consumptie. 
Er is bijna geen industrie in de gemeente Garmen. De industrie bestaat voornamelijk uit lichte industrie, zoals de productie van kleding.
Vanwege de relatief hoge werkloosheidscijfers en de lage levensstandaard in de gemeente Garmen en omgeving zijn veel inwoners vertrokken (met name jonge mannen) naar buurland Griekenland om daar als seizoenarbeiders te werken. Bovendien is een groep inwoners recentelijk naar West-Europa geëmigreerd.

## Cultuur
Het dorp Ribnovo staat bekend om de traditionele winterse huwelijksceremonies van de lokale Pomaakse bevolking.

## Onderwijs
Er bevinden zich twee middelbare scholen in de gemeente Garmen: één in het dorp Garmen en één in Ribnovo. Verder zijn er zes basisscholen, verspreid over de dorpen Ognjanovo, Debren, Gorno Drjanovo, Dolno Drjanovo, Chvostjane en Dabnitsa. Daarnaast zijn ook verschillende kleuterscholen aanwezig. In de meeste dorpen functioneren de gemeenschapscentra als openbare bibliotheken functioneren.

## Nederzettingen
De gemeente Garmen bestaat uit zestien dorpen variërend van Lesjten met twee inwoners tot Ribnovo met bijna drieduizend inwoners. 
| dorp Ribnovo        | село Рибново       | 2.745  |
| dorp Debren         | село Дебрен        | 2.251  |
| dorp Garmen         | село Гърмен        | 1.998  |
| dorp Dabnitsa       | село Дъбница       | 1.760  |
| dorp Ognjanovo      | село Огняново      | 1.634  |
| dorp Dolna Drjanovo | село Долно Дряново | 1.216  |
| dorp Gorno Drjanovo | село Горно Дряново | 1.009  |
| dorp Chvostjane     | село Хвостяне      | 710    |
| dorp Osikovo        | село Осиково       | 524    |
| dorp Skrebatno      | село Скребатно     | 297    |
| dorp Kroesjevo      | село Крушево       | 258    |
| dorp Oresje         | село Ореше         | 217    |
| dorp Baldevo        | село Балдево       | 188    |
| dorp Martsjevo      | село Марчево       | 149    |
| dorp Kovasjevitsa   | село Ковачевица    | 42     |
| dorp Lesjten        | село Лещен         | 2      |
| gemeente Garmen     | община Гърмен      | 14.981 |

Bestuurlijk centrum: Blagoëvgrad
 Bansko · Belitsa · Blagoëvgrad · Garmen · Gotse Deltsjev · Chadzjidimovo · Kresna · Petritsj · Razlog · Sandanski · Satovtsja · Simitli · Stroemjani · Jakoroeda